# Depesche
Depesche (von französisch dépêcher für „sich beeilen“) ist ein alter Ausdruck für ein Telegramm, also eine fernschriftliche Eilbotschaft, die ursprünglich als Brief per Boten übermittelt wurde (siehe auch: Pony-Express), ab dem späten 18. Jahrhundert dann auch mithilfe telegrafischer Verfahren. Davon abgeleitet ist das Verb depeschieren mit der Bedeutung: eine Eilnachricht senden.

## Geschichte

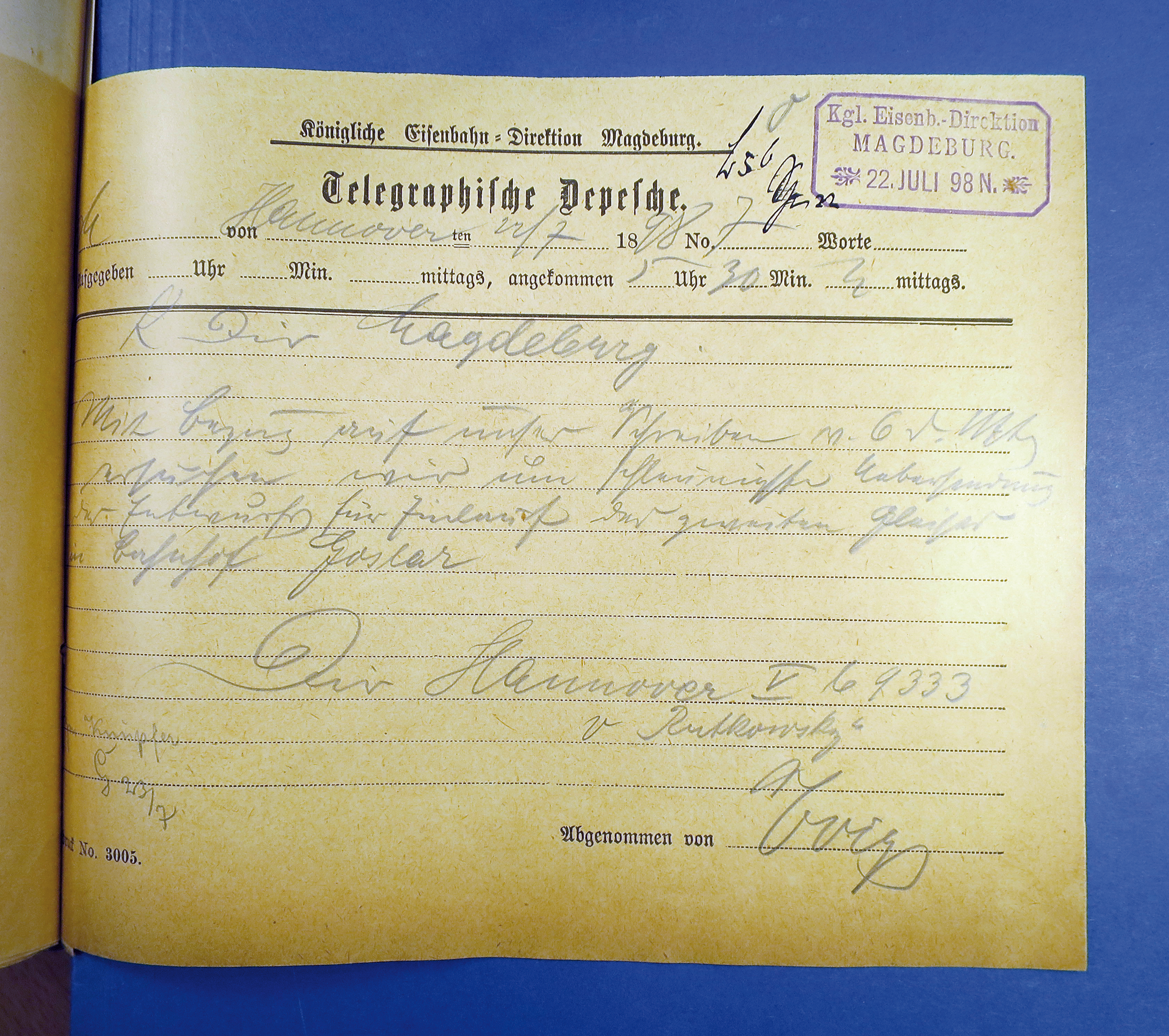
Telegraphische Depesche (27. Juli 1898)

Etwa ab der Mitte des 19. Jahrhunderts kamen zunehmend – zunächst kabelgebundene – elektrische Telegrafen in Benutzung. In diesem Zusammenhang kannte man Telegraphische Depeschen (Bild), kurz auch als Kabeldepesche bezeichnet.
Etwa ein halbes Jahrhundert später, um 1900, begann mit der drahtlosen Funktelegrafie die nächste revolutionäre technische Weiterentwicklung. Das Wort Depesche wurde vom Begriff Telegramm (von griechisch tele „fern“ und gramma „Schrift“) abgelöst, bevor sich in der ersten Hälfte des 20. Jahrhunderts auch der deutsche Ausdruck Fernschreiben etablierte.
Zwar ist das Wort Depesche noch nicht gänzlich aus dem deutschen Wortschatz verschwunden, wird jedoch nur noch selten benutzt. Historisch verstand man unter einer Depesche insbesondere:
- eine Eilnachricht zwischen Staatsoberhäuptern, Regierungsmitgliedern, Diplomaten und anderen berechtigten Personen, siehe Staatstelegramm
- ein Bericht im Falle einer Alarmierung von der Leitstelle zu den Einsatzkräften zur näheren Beschreibung des Einsatzes, siehe Alarmdepesche

## Beispiele
Beispiele für berühmte Depeschen aus der Geschichte sind:
- 1866 – Kriegsdepeschen von Ernst Litfaß
- 1870 – Emser Depesche
- 1896 – Krüger-Depesche
- 1902 – Swinemünder Depesche
- 1917 – Zimmermann-Depesche
- 2010 – US-Botschaftsdepeschen